# Mimomanes drucei
Mimomanes drucei là một loài bướm đêm trong họ Geometridae.